# Ryan Murphy (nadador)
Ryan Murphy (Chicago, 2 de julho de 1995) é um nadador estadunidense, campeão olímpico.

## Carreira

### Rio 2016
Murphy competiu nos Jogos Olímpicos de 2016 conquistando a medalha de ouro nos 100 m e 200 m costas e no revezamento 4x100 m medley.

### 2022
Em 20 de junho, obteve a prata no 100 m costas do Campeonato Mundial de Esportes Aquáticos em Budapeste. Três dias depois, ganhou o ouro no 200 m costas do mesmo evento. Em 25 de junho, ainda em Budapeste, ficou na segunda colocação no 4x100 m medley.
Em 14 de dezembro, conquistou dois ouros no Mundial em Piscina Curta em Melbourne: um no 4x50 m medley misto, onde sua equipe estabeleceu o novo recorde mundial da prova com o tempo de um minuto, 35 segundos e quinze centésimos, e outro no 100 m costas. Dois dias depois, foi campeão no 50 m costas da mesma competição. Em 17 de dezembro, obteve a prata no 4x50 m medley, no qual seu time quebrou o marca das Américas da categoria. No dia seguinte, ganhou mais dois títulos em Melbourne: um no 200 m costas e outro no 4x100 m medley, nesse último a equipe dos Estados Unidos dividiu tanto o ouro quanto o novo recorde mundial com a Austrália.

### 2023
Em 25 de julho, alcançou a primeira colocação na final dos 100 m costas no Mundial em Fukuoka.